# ماريا بيا لاى جوايتا
ماريا بيا لاى جوايتا(بالإيطالية: Maria pia lai guaita)‏ هي كاتبة إيطالية وُلدت في عام 1936 في أولاساي

## سيرة ذاتية
ابنة بوتيتو لاي وماريا ديورتاس، أخت فيرجيليو لاي، بقيت في أولاساي حتى سن 5 أشهر، ثم انتقلت مع أسرتها إلى نوورو ثم إلى كالياري في عام 1946.
درست في جامعة كالياري لتصبح طالبة من نيريد روداس (Nereide Rudas).وتخرجت بدرجة علمية كاملة في الفلسفة عام 1970 . وفي نفس الكلية أيضًا، كانت تدرس من عام 1974 إلى عام 1980 علم النفس العام وتم التأكيد عليها كباحثة في علم النفس العام. في عام 1978 تم الاعتراف بها من قبل الجامعة نفسها كخبير في مجال علم النفس القانوني بسبب اهتمامها الخاص بمعاملة السجناء في سجون سردينيا.
من عام 1991 إلى عام 1997 كانت مسؤولة عن علم النفس في كلية الطب والجراحة أيضًا في كالياري، في قطاع التخصص في طب الشيخوخة. على مر السنين عملت بنشاط ككاتبة، ونشرت حوالي عشرين كتابًا بمساعدة دور النشر الوطنية الكبرى، وقد حظيت مشاركتها التي لا تعرف الكلل والمكثفة للغاية في المؤتمرات القطاعية بتقدير كبير في تنظيم ندوات، جميعها دولية، حول المشكلات النفسية والاجتماعية لإدمان المخدرات، في خاصة فيما يتعلق بسردينيا .

[بحاجة لتوضيح] عملت كمدرسًة لنظرية وتقنية الاتصال الجماعي بكلية الآداب والفلسفة في كالياري وأستاذ علم نفس إدمان المخدرات في الدورات الدراسية بكلية العلوم التربوية والتدريبية في كالياري، وتعمل بالتعاون مع علماء أمريكيين مهمين مثل زيركا مورينو وجوناثان مورينو ولويس جابلونسكي والألمانية أنجليكا جروتيراث.
في عام 1997 أسست جمعية المتطوعين "Ichnusa" التي تتعامل مع المشاكل الاجتماعية والإدمان على المستوى الإقليمي.

## منشورات ماريا بيا لاي جوايتا
- صبي عائلة، الطبعة سيلت، 1992
- النساء والمخدرات، 2012
- تأملات الأسرة. مشروع عائلي، إصدارات ديلا توري، 2008
- المخدرات، المخاطر الاجتماعية، كتاب للجميع، 2003، الوقاية من إدمان المخدرات، مقارنة المشاريع الأوروبية.
- المجتمع العلاجي، الأصول التاريخية، التدخلات الحالية في إيطاليا.
- Echstasy والمخدرات الأخرى، ظاهرة التدخلات والشفاء في سردينيا، إصدارات 1999.
- Vox Acerbitalis، إدمان الأسرة والمخدرات.
- إدمان الأسرة والمخدرات، من الطلب إلى طلب المساعدة، إصدارات لاتيرزا، 1995، في مجموعة. مع مارسيلو سيزا بيانكي